# 特殊警察作戦大隊 (ブラジル)
特殊警察作戦大隊（とくしゅけいさつさくせんだいたい、ポルトガル語: Batalhão de Operações Policiais Especiais）は、ブラジルリオデジャネイロ州の軍警察に所属する特殊部隊であり、頭文字を取って「BOPE(ボッピ)」とも呼ばれる。
ファヴェーラでの犯罪を取り締まるなどの部隊特性上、BOPEは近接距離での作戦遂行等、市街戦に関する経験が豊富である。また従来の文民法執行機関よりも強力な装備を有している。

## 歴史と起源
BOPEの起源は1978年1月19日まで遡り、州軍警察の参謀長麾下に特殊作戦中隊本部（Núcleo da Companhia de Operações Especiais、NuCOE）が結成されたことに始まる。
1982年には、中隊は暴動鎮圧大隊（Batalhão de Polícia de Choque）の指揮下に配置を変更され、中隊名も特殊作戦中隊（Companhia de Operações Especiais、COE）に変更された。1984年には再び参謀長の指揮下に配置変更され、名前も特殊作戦中隊本部に戻された。
1988年にリオデジャネイロ州全体を管轄とする特殊作戦独立中隊（Companhia Independente de Operações Especiais、CIOE）が結成され、1991年3月1日には大隊に改組された。

## 活動目的

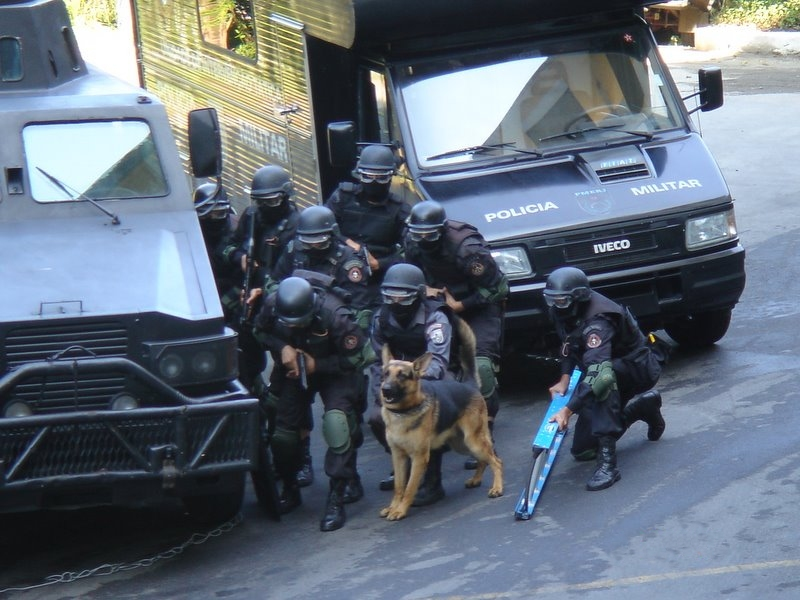
突入前のBOPE隊員。

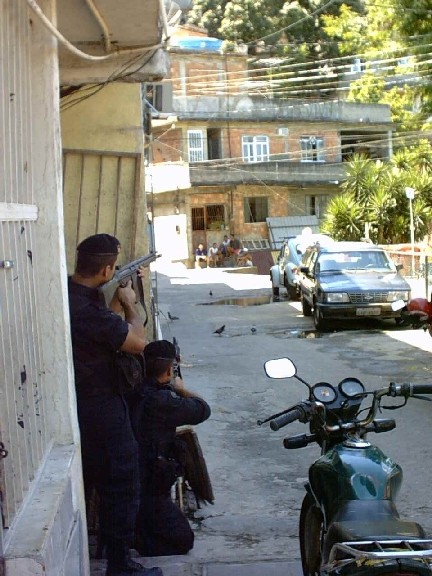
ファヴェーラでの作戦中の様子。

- 汚職警官と麻薬組織との間で行われる取引きの摘発
- 特別行事での追加的パトロール
- 麻薬密売人が構築したバリケードの打破
- 人命が脅かされる犯罪における射殺
- 麻薬密売組織の根絶
- 抗争で負傷した警察官・民間人の救出
- 監禁または銃撃で危険に晒されている警察官・民間人の救出
- 高リスク犯罪者の取扱い
- 人質の救出
- 自殺者が発生する可能性の高い事案の安定化
- 刑務所内暴動の鎮圧
- 戦闘での民間警察の援護
- 一定の状況における攻撃的火力の提供
- 武装パトロール
- 沼地・山岳地帯での偵察・作戦立案・突入等特殊任務
- 州の主権に関わる戦闘での交戦
- 犯罪の鎮圧
- 生命・傷害・物的損傷を最小限に抑える必要のある高リスクな状況の解決
- 重武装犯罪組織との交戦

## 武装と車両
本部隊は「Pacificador」・「Caveirão」と呼ばれる装甲戦闘車両隊と1機のUH-1を有している。これらの車両はBOPEがスラム街（ファヴェーラ）において重武装の麻薬ディーラーと衝突した場合に使用される。さらにBOPEは障害物・バリケード・路上封鎖を除去するため、ホイールローダーも運用する。BOPE隊員は以下の重火器を装備している。
- M16
- M4カービン
- H&K PSG1
- ベネリM3
- FN P90[3]
- IMBEL MD97
- H&K MP5 A2・K
- H&K G3
- H&K HK21
- Taurus PT92
- IMBEL 9mm
- 破片手榴弾
- FN FAL
- FN PARAFAL
- M1カービン

## Tropa de Elite
2006年にElite da Tropaという書籍が刊行された。この本は社会学者のLuiz Eduardo SoaresとBOPE将校であるAndré Batista少佐、Rodrigo Pimentel大尉によって執筆されたもので、彼らの経験に基づき、いくつかの史実を織り交ぜBOPEの日常業務を半フィクションの形で記述されている。この中ではBOPEは「殺人マシーン」として描かれており、数人の警察官による当時の州知事レオネル・ブリゾーラの暗殺を阻止する内容が詳述されている。本作品の公開時には議論が巻き起こり、報道によればBatista少佐は軍警察により譴責、懲戒処分を受けたとされる。また、Rodrigo Pimental大尉はBOPEでの訓練や戦闘ばかりの毎日に嫌気が差し、辞職。現在はジャーナリスト・テレビコメンテーターとして活動している。また、本作品は『バス174』のジョゼ・パジーリャ監督、アカデミー賞ノミネートの脚本家ブラウリオ・マントヴァーニ脚本で『エリート・スクワッド』（Tropa de Elite）のタイトルで映画化されている。2010年には続編の『エリート・スクワッド ブラジル特殊部隊BOPE』が公開された。なお、『エリート・スクワッド ブラジル特殊部隊BOPE』はブラジル国内にて『アバター』を超える大ヒットを記録するなどブラジルで大旋風を巻き起こした。

## 批判
2006年、ニューヨーク大学ロー・スクールは違法処刑に関するレポートで、BOPEが4人の10代少年または少女を逮捕に抵抗したように偽装して殺害したと指摘した。”BOPE隊員は被害者を有罪にするため犯行現場を偽装した。明らかに彼らがギャングメンバーに見えるように願って。被害者からは武器は何も見つからなかった。また彼らのうち誰にも前科は無かった。”
アムネスティ・インターナショナルは「ブラジル警察は暴力的抑圧的な手段を用いている。彼らは多数の人々の基本的権利を侵害している」と公表しており、また死亡した民間人のいくらかはBOPEが原因であると考えている。2006年3月、アムネスティ・インターナショナルは特に「Caveirão」と呼ばれる装甲戦闘車両の使用を非難している。コミュニティ全体を標的として積極的・無差別に車両を配備しているというもので、過度な武力行使の無効性を強調している。

## その他のBOPE
アラゴアス州とサンタカタリーナ州の軍警察においても大きな戦術部隊をBOPEと呼んでいる。一方、ブラジリア連邦直轄区やピアウイ州などの軍警察ではBatalhão de Operações Especiais（BOE、BOpE）と呼んでいる。